# Tees Valley
Tees Valley er en sammenvokset by (en konurbation) på grænsen mellem regionerne Nordøst England og Yorkshire og Humber. 

## Beliggenhed
Den sammenvoksede by ligger, hvor floden Tees munder ud i Nordsøen. 
Tees Valley består af fem kommuner. To kommuner ligger i North Yorkshire, to andre i County Durham, mens den sidste kommune ligger i begge grevskaber. 

## Kommuner
I 2011 havde den mindste af kommunerne lidt over 92.000 indbyggere, méns den største kommune havde lidt over 190.000 indbyggere.
- Darlington i County Durham med 105.600 indbyggere.
- Hartlepool i County Durham med 92.100 indbyggere.
- Redcar og Cleveland i North Yorkshire med 135.200 indbyggere.
- Middlesbrough i North Yorkshire med 138.400 indbyggere.
- Stockton-on-Tees både i County Durham og i North Yorkshire med 191.800 indbyggere.

54°36′18″N 1°15′25″V / 54.605°N 1.257°V